# Skrajna Białczańska Baszta

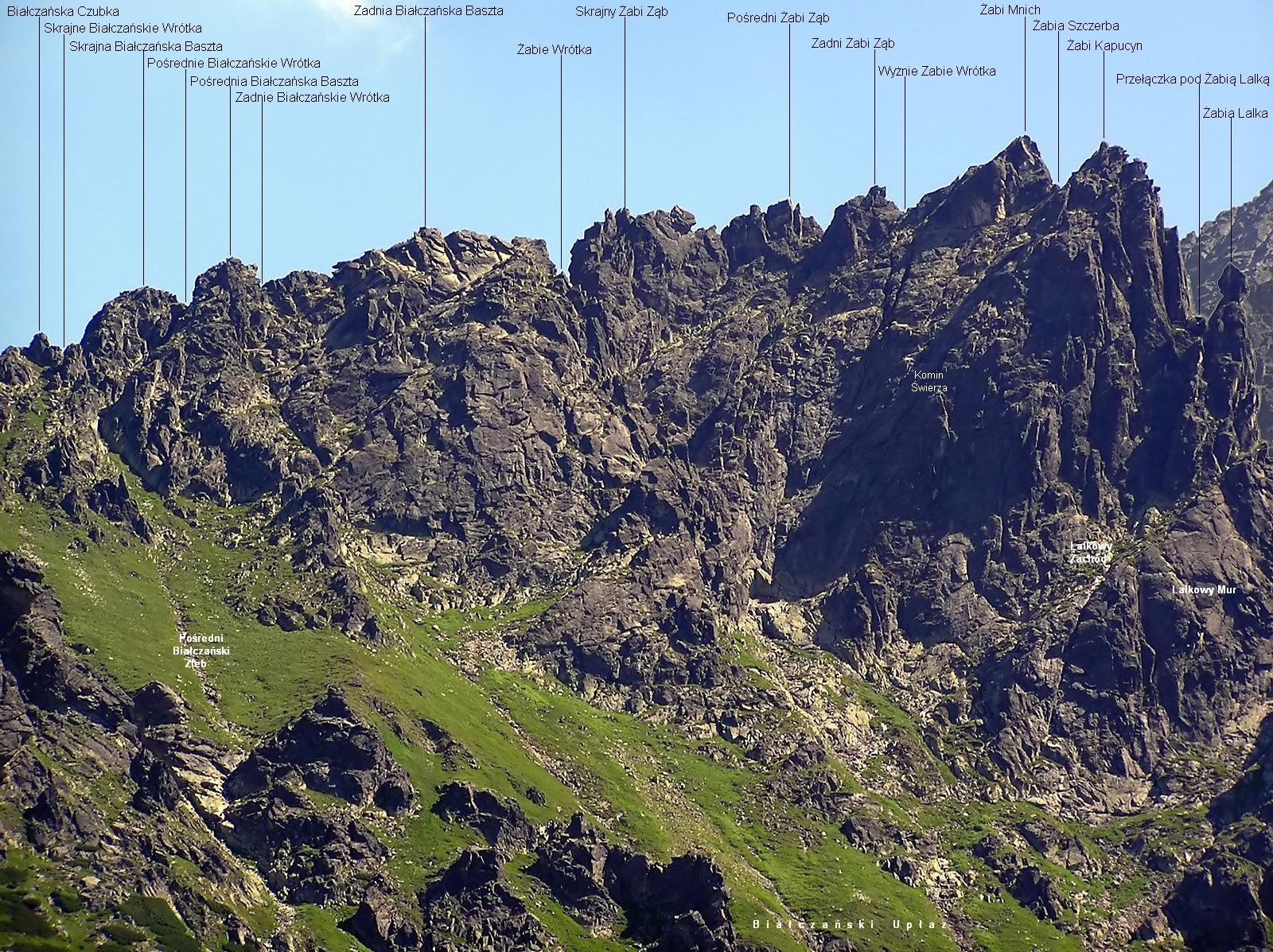
Widok z północnego zachodu

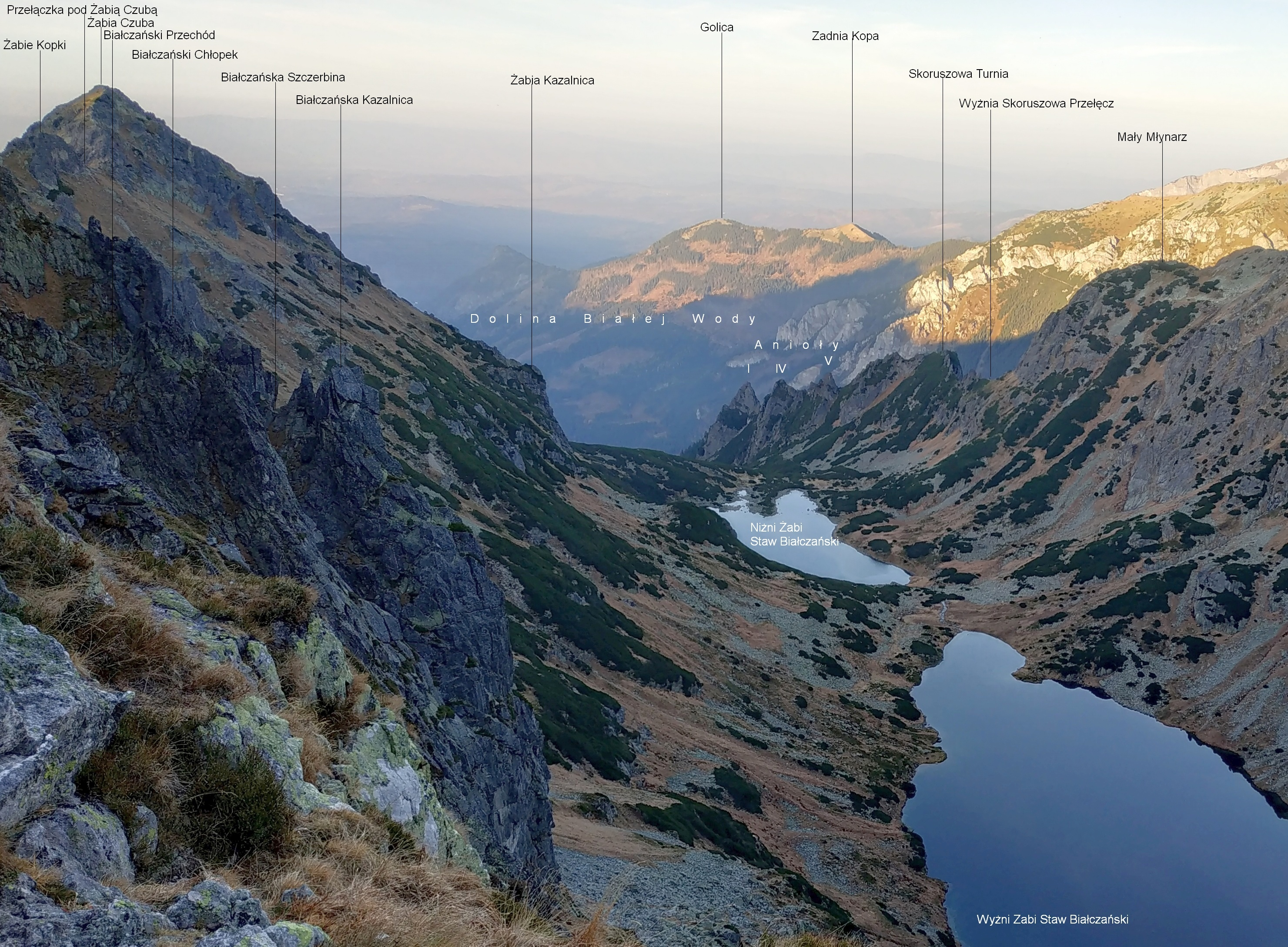
Południowo-wschodnia grań Skrajnej Białczańskiej Baszty

Skrajna Białczańska Baszta (niem. Vordere Froschbastei, słow. Predná bielovodská bašta, węg. Elülső-Békás-bástya, ok. 2085 m) – turnia w Żabiej Grani w Tatrach Wysokich na granicy polsko-słowackiej. Jest najbardziej na północ wysuniętą z trzech Białczańskich Baszt. Od Pośredniej Białczańskiej Baszty oddzielają ją Pośrednie Białczańskie Wrótka (ok. 2075 m), od Białczańskiej Czubki przełączka Skrajne Białczańskie Wrótka (ok. 2055 m).
Na południowy zachód (na polska stronę) opada ze Skrajnej Białczańskiej Baszty niezbyt wysoka ściana, na północno-wschodnią stronę natomiast, do słowackiej Doliny Żabiej Białczańskiej turnia opada ścianą o, której Władysław Cywiński pisze, że jest drugą co do wielkości i „powagi” w całym otoczeniu tej doliny. Ku południowemu wschodowi od wierzchołka turni odgałęzia się krótka boczna grań z czterema skalnymi zębami. Najniżej z nich położony i najbardziej wybitny to Białczańska Kazalnica, oddzielona od pozostałych Białczańską Szczerbiną.
Północno-wschodnia ściana Skrajnej Białczańskiej Baszty ma wysokość około 210 m. Jej prawe (patrząc od dołu) ograniczenie tworzy głęboki żleb opadający ze Skrajnych Białczańskich Wrótek, lewe – depresja Białczańskiej Szczerbiny. W ścianie wyróżniają się trzy piętra; stroma dolna część, łagodnie nachylona część środkowa i stroma część górna. W prawej części dolnego piętra ściany znajduje się duża i gładka płyta przykryta półokrągłym ciągiem okapów. Około 20 m poniżej płyty jest spory trawnik, a kilkadziesiąt metrów na lewo od niego spore zacięcie. Jeszcze bardziej na lewo za zacięciem w ścianie znajduje się ciąg jasnych ścianek powstałych w wyniku obrywu. Ciągną się one do komina Białczańskiej Szczerbiny. Środkowe piętro to mało strome i silnie poprzerastane trawnikami płyty. W najwyższym piętrze są dwa filary, wybitniej zarysowany jest prawy.

## Taternictwo
Zachodnie (polskie) ściany Białczańskich Baszt udostępnione są do uprawiania taternictwa. Południowo-zachodnia ściana Skrajnej Białczańskiej Baszty nie zainteresowała jednak taterników. Ściana północno-wschodnia (słowacka) i cała grań opadająca do Doliny Żabiej Białczańskiej znajduje się w zamkniętym dla turystów i taterników obszarze ochrony ścisłej Tatrzańskiego Parku Narodowego. W. Cywiński opisuje w niej 3 drogi wspinaczkowe o trudności IV, V i VI w skali tatrzańskiej.
Pierwsze przejście granią od Pośredniej Białczańskiej Przełęczy do Żabich Wrótek: Edward W. Janczewski 25 lipca 1909 r. Obecna wycena tego przejścia to II, czas przejścia 30 min. Pierwsze przejście zimowe: Alojz Krupitzer i w. Spitzkopf 30 kwietnia 1936 roku,